# Kościół Luterański w Liberii
Kościół Luterański w Liberii (ang. The Lutheran Church in Liberia (LCL)) – Kościół tradycji luterańskiej działający w Liberii. Liczy 71.000 członków, zrzeszonych w 46 parafiach i 385 zborach w całej Liberii. Jest członkiem Światowej Federacji Luterańskiej.
Przywódcy Kościoła szacują, że w trakcie 14-letniej wojny domowej (1989-2003), 90% kościołów zostało uszkodzonych, albo zostały zrabowane lub całkowicie potrzebują odbudowy. Od czasu zakończenia wojny LCL koncentruje się na odbudowie, rozwoju instytucji i wzmocnieniu struktur kościelnych. W dniu 28 kwietnia 2010 roku Kościół obchodził 150-lecie swojego istnienia. W 2005 roku LCL rozpoczął misję ewangelizacyjną w Gwinei, gdzie zostało zapoczątkowanych kilka zborów, które w przyszłości mogą stanowić nowy Kościół Luterański w Gwinei.
Kościół Luterański w Liberii jest również znany ze swoich ośrodków zdrowia. Luteranie byli pierwszą denominacją która zbudowała szpital i szkołę pielęgniarską. Szpital został otwarty w 1921 roku. Kościół prowadzi także akcję pomagającą osobom zarażonym przez HIV i AIDS. LCL prowadzi także prawie 40 szkół, gimnazjów i szkół podstawowych.